# Nestea
Nestea (произносится: Нести, акроним от nestle и tea — чай) — швейцарская торговая марка бутилированного холодного чая принадлежащая компании Nestlé. Производителем и дистрибьютором напитков в США является The Coca-Cola Company, а Beverage Partners Worldwide, совместное предприятие The Coca-Cola Company и Nestlé, по всему миру. Nestea выпускает большой ассортимент чайной продукции, как в жидкой форме, так и порошкового концентрата, охлаждённые чаи, бутилированные чаи, готовые к употреблению. Все напитки выпускаются с разными вкусами, которые меняются в зависимости от страны.
В начале 2017 года Nestlé и Coca-Cola договорились о завершении совместной деятельности. Одной из причин называлось желание следовать разным стратегиям на быстро меняющемся рынке. Nestlé будет заниматься распространением Nestea в большинстве стран, за исключением Канады, Испании, Португалии, Румынии, Андорры, Болгарии и Сербии, где Coca-Cola сохранит лицензию.
В 2019 году Nestea произвела ребрендинг и стала позиционироваться как натуральный продукт. После окончания сотрудничества с Coca-Cola был разработан новый рецепт, не содержащий искусственных красителей и ароматизаторов, кукурузного сиропа и ингредиентов содержащих ГМО. В бутилированные чаи в качестве подсластителя стали добавлять экстракт стевии, а также были представлены новые ароматы — лимон, малина и персик. Чайные листья поставляются из Индии, Шри-Ланки, Кении и Индонезии.